# Erhard Hix
Erhard Hix (* 17. März 1914 in Berlin; † nach 1998) war ein deutscher Dichter.

## Leben und Werk
H. Erhard Hix wurde 1914 in Berlin geboren. Im Jahr 1932 begann er eine Banklehre und arbeitete danach als Exportkaufmann. Von 1939 an musste er Kriegsdienst leisten und kam 1946 aus der Kriegsgefangenschaft frei. Von 1949 bis zu seiner Pensionierung im Jahr 1977 arbeitete er als Beamter im Staatsdienst, fand aber zwischen den Jahren 1954 und 1958 Zeit für ein Studium als Diplomvolkswirt.
Seinen ersten Lyrik-Band veröffentlichte Hix erst im Alter von 71 Jahren im Jahr 1985 unter dem Titel Bogen und Saite beim Stallberg-Verlag in Sankt Augustin in der Edition Pegasus. Es folgten dort im Abstand weniger Jahre noch drei weitere Gedichtbände. 1986 der Band Suchen und Sinnen, 1988 das Buch Konzert und Kontrast und in den frühen 1990er Jahren die letzte Lyrik-Publikation Erbe und Echo. 
Aus der ersten Ehe, die er 1942 geschlossen hatte, stammten drei Kinder. Eine zweite Ehe schloss sich 1978 an. Seine Wahlheimat war Bonn.

## Bücher
- Bogen und Saite. Gedichte, Stallberg-Verlag, Sankt Augustin 1985.
- Suchen und Sinnen. Gedichte, Stallberg-Verlag, Sankt Augustin 1986.
- Konzert und Kontrast. Gedichte, Stallberg-Verlag, Sankt Augustin 1988.
- Erbe und Echo. Gedichte, Stallberg-Verlag, Sankt Augustin 1991.